# Sveta noč
Sveta noč je zelo priljubljena božična pesem. Njeno besedilo je prevedeno v več kot 300 jezikov, v svetovnem merilu pa velja za najbolj izvajano pesem vseh časov. Avtor izvirnega nemškega besedila Stille Nacht (dobesedno Tiha noč) je duhovnik Joseph Mohr, avtor glasbe pa učitelj Franz Xaver Gruber. Gruber si je melodijo za Sveto noč izposodil pri Mozartovem divertimentu št.12 v Es za pihala (K. 252), in sicer je uporabil Andante prvega stavka.
Pesem je bila napisana leta 1816 v lungauškem kraju Mariapfarr .
Prvi, ki je poslovenil to znano pesem, je bil Jakob Aljaž; prvič so jo zapeli v Tržiču leta 1871.

## Besedilo
| Nemško | Slovensko |
| --- | --- |
| Stille Nacht! Heilige Nacht! Alles schläft; einsam wacht Nur das traute hochheilige Paar. Holder Knabe im lockigen Haar, Schlaf in himmlischer Ruh! Stille Nacht! Heilige Nacht! Gottes Sohn! O wie lacht Lieb' aus deinem göttlichen Mund, Da uns schlägt die rettende Stund’. Jesus in deiner Geburt! Stille Nacht! Heilige Nacht! Die der Welt Heil gebracht, Aus des Himmels goldenen Höhn Uns der Gnaden Fülle läßt seh'n Jesum in Menschengestalt. Stille Nacht! Heilige Nacht! Wo sich heut alle Macht Väterlicher Liebe ergoß Und als Bruder huldvoll umschloß Jesus die Völker der Welt. Stille Nacht! Heilige Nacht! Lange schon uns bedacht, Als der Herr vom Grimme befreit, In der Väter urgrauer Zeit Aller Welt Schonung verhieß. Stille Nacht! Heilige Nacht! Hirten erst kundgemacht Durch der Engel Alleluja, Tönt es laut bei Ferne und Nah: Jesus der Retter ist da! | Sveta noč, blažena noč, vse že spi, je polnoč. Le devica z Jožefom tam v hlevcu varje detece nam. Spavaj dete sladkó, spavaj dete sladkó. Sveta noč, blažena noč, príšla je k nam pomoč. Dete božje v jaslih leži, grešni zemlji radost deli. Rojen je Rešenik, rojen je Rešenik. Sveta noč, blažena noč, radostno pevajoč angeli Gospoda slavé, mir ljudem na zemlji želé. Človek zdaj si otet, človek zdaj si otet. |